# Lukas Jonsson

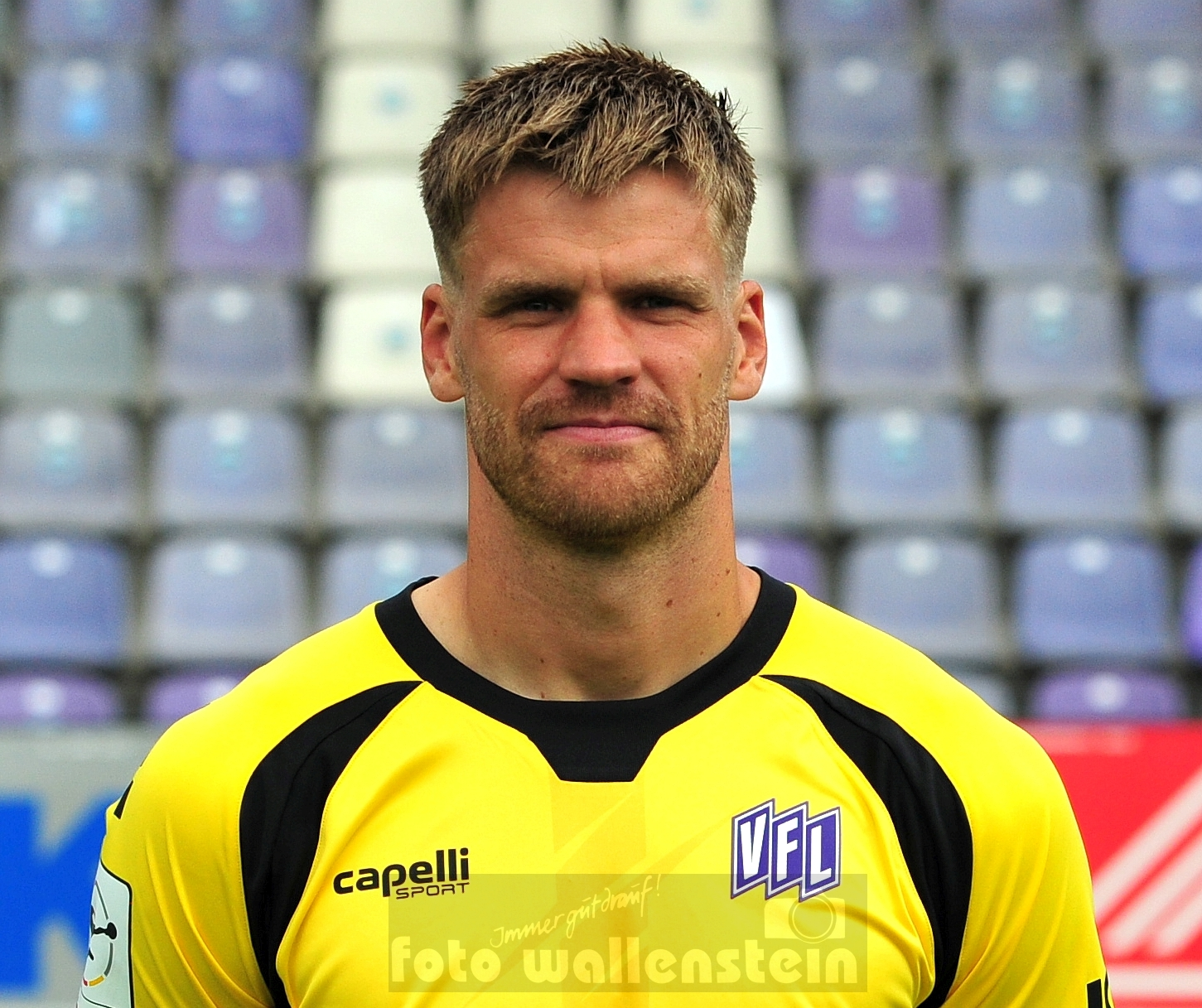
Lukas Jonsson im Torwarttrikot des VfL Osnabrück Saison 2025/26

Lukas Henrik Jonsson (* 21. Oktober 1992 in Visby) ist ein schwedischer Fußballspieler. Der Torwart stand im Rahmen seiner bisherigen Karriere in Schweden, Norwegen, Dänemark und Deutschland unter Vertrag.

## Sportlicher Werdegang

### Beginn und Durchbruch in Schweden
Jonsson begann mit dem Fußballspielen beim 1986 gegründeten Fardhem Garda IK und wechselte als Jugendlicher in den Nachwuchsbereich von IFK Norrköping. Als Teenager wechselte er 2011 zum Amateurklub Lindö FF und zog im Folgejahr zum Assyriska IF weiter, für den er in der viertklassigen Division 2 als Stammtorhüter auflief. Damit machte er eine Liga höher auf sich aufmerksam und wurde 2013 vom Drittligisten IF Sylvia unter Vertrag genommen. Am Ende der Spielzeit 2014 verpasste er mit dem Klub den Klassenerhalt.
Im Dezember 2014 verpflichtete der Zweitligist IK Sirius Jonsson, der einen Zwei-Jahres-Vertrag unterzeichnete. Unter dem Trainerduo Kim Bergstrand und Thomas Lagerlöf war er in der Spielzeit 2015 Ersatztorhüter hinter Andreas Andersson, als die Mannschaft die letztlich gegen Falkenbergs FF via Auswärtstorregel verloren gegangene Relegation zur Allsvenskan erreichte. Nach dem Abgang Anderssons lieferte er sich mit Benny Lekström ein Duell um den Stammplatz zwischen den Pfosten und bestritt im Laufe der  Spielzeit 2016 19 Saisonspiele, als die Mannschaft als Zweitligameister in die höchste Spielklasse aufstieg. Der Klub holte jedoch mit Josh Wicks eine neue Nummer 1, hinter dem sich Jonsson einordnen musste und den er nur zeitweise ersetzen konnte. Im Januar 2018 vereinbarte der Klub daher mit dem norwegischen Klub Mjøndalen IF eine Leihe bis zum Sommer des Jahres. Hier bestritt er 15 Ligapartien in der zweiten Liga für den Klub, der am Saisonende in die Eliteserien aufsteigen sollte. Nach seiner Rückkehr nach Schweden setzte er sich – auch aufgrund der Dopingsperre Wicks' – beim IK Sirius durch und avancierte dort zum Stammtorhüter.

### Wechsel ins Ausland und Zeit in Dänemark und Deutschland
Im Juli 2021 wechselte Jonsson zum dänischen Zweitligisten Vendsyssel FF. Hier war er Stammspieler, als die Mannschaft in der Abstiegsrunde der Spielzeit 2021/22 den Klassenerhalt schaffte. Nachdem er in der Folge ins zweite Glied gerückt war, nahm ihn im Januar 2023 Esbjerg fB unter Vertrag. Mit dem Klub schaffte er 2024 den Wiederaufstieg in die zweite Liga.
Nach Auslaufen seines Vertrags in Dänemark schloss sich Jonsson im Sommer 2024 dem Zweitligaabsteiger VfL Osnabrück an. Beim Drittligisten ist er als Ersatzmann für den ebenfalls neu verpflichteten David Richter vorgesehen und erhielt die Rückennummer „21“. Nachdem der Klub in der dritten Liga am Tabellenende stand, nahm Cheftrainer Pit Reimers am elften Spieltag einen Wechsel auf der Torwartposition vor und Jonsson debütierte beim 2:2-Remis gegen den TSV 1860 München am 23. Oktober 2024 im deutschen Profifußball. Auch nach einem Trainerwechsel zu Marco Antwerpen im Dezember war er Stammtorhüter und blieb bei dessen Debüt, einem 2:0-Erfolg gegen Rot-Weiss Essen am 15. Dezember, erstmals in einem Meisterschaftsspiel ohne Gegentor.